# Grażyna Gęsicka

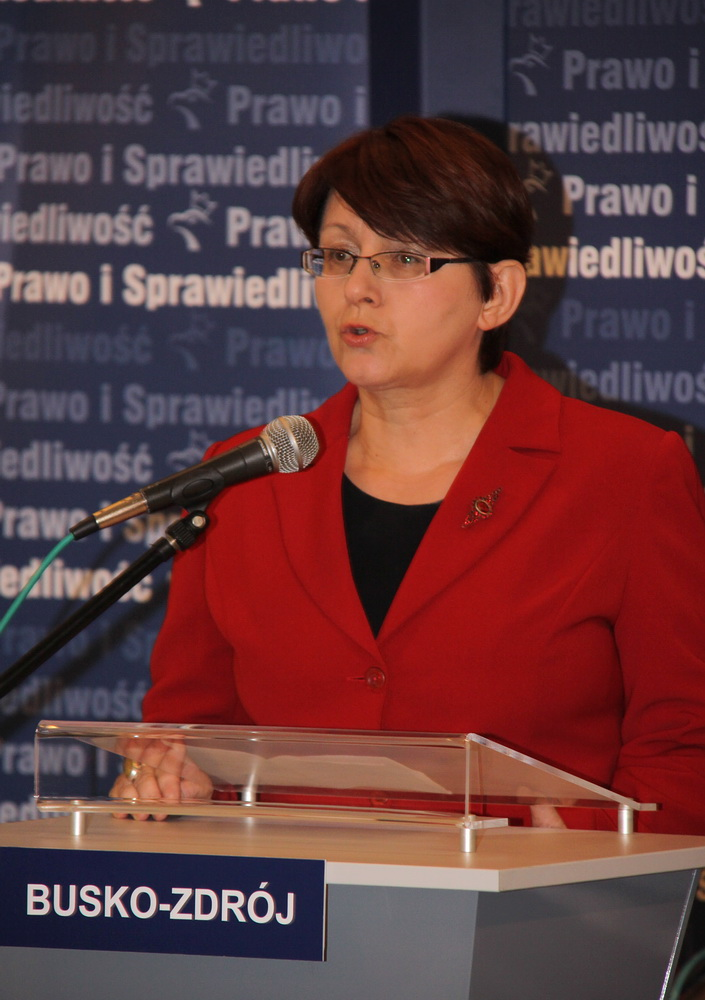
Grażyna Gęsicka

Grażyna Gęsicka (Warschau, 13 december 1951 – Smolensk, 10 april 2010) was een Poolse sociologe en politica.
In 1974 studeerde ze af aan het Instituut voor Sociologie van de Universiteit van Warschau, waar zij in 1985 de doctorstitel behaalde. In de jaren 2005-2007 was zij minister van Regionale Ontwikkeling in de regeringen van Kazimierz Marcinkiewicz en Jarosław Kaczyński. In 2007 werd zij lid van de Sejm namens de partij Recht en Rechtvaardigheid (PiS) en 6 januari 2010 tot 10 april 2010 was zij fractievoorzitter van deze partij. Zij kwam om het leven bij de vliegramp bij Smolensk.
Gęsicka gold als een belangrijke kanshebster om presidentskandidate van haar partij te worden ingeval de zittende president, Lech Kaczyński mocht besluiten zich niet voor een tweede termijn verkiesbaar te stellen.